# Grandes y San Martín
Grandes y San Martín – gmina w Hiszpanii, w prowincji Ávila, w Kastylii i León, o powierzchni 11,59 km². W 2011 roku gmina liczyła 30 mieszkańców.